# 奉恩寺
奉恩寺是位于韩国首尔江南区COEX商场北侧的一座佛寺。奉恩寺建于794年新罗元圣王时期，距今已有1200多年的历史。寺内藏有秋史金正喜所撰写的《华严经》、《金刚经》等13种3479个法经经板。